# Sobór Świętej Trójcy w Sanoku
Sobór Świętej Trójcy – prawosławna cerkiew parafialna w Sanoku. Należy do dekanatu Sanok diecezji przemysko-gorlickiej Polskiego Autokefalicznego Kościoła Prawosławnego. Sobór mieści się w Sanoku przy ulicy Zamkowej 14.
Jest to murowana budowla wzniesiona w latach 1784–1789 w stylu klasycystycznym, z barokowymi ołtarzami bocznymi oraz pełnym ikonostasem z XVII-wieczną ikoną Matki Boskiej z Dzieciątkiem. 
Ustanowiona katedrą diecezji przemysko-nowosądeckiej w 1983; funkcję tę pełniła do 2016. 
Cerkiew ta nie jest typowa. Oprócz ołtarza głównego i ikonostasu posiada dwa boczne ołtarze ofiarne. Obydwa całkiem pojedyncze, symbolizują te cerkwie, które znajdowały się dawniej na terenie Sanoka. Pierwszy ołtarz znajdujący się po prawej stronie jest symbolem cerkwi, która stała na placu zamkowym, drugi ołtarz poświęcony jest ikonie Matki Boskiej, którą przeniesiono z cerkwi Narodzenia Matki Bożej zburzonej w 1790. 
Znajduje się w sąsiedztwie zamku przy ruinach murów miejskich.

## Cerkiew Zesłania Ducha Świętego
Pierwotnie w cerkwi funkcjonowała greckokatolicka parafia Zesłania Ducha Świętego. Cerkiew została wybudowana w latach 1784–1789. Proboszczem był wówczas Jan Kuniewicz. Przy świątyni na początku XX wieku został wzniesiony budynek plebanii. 
Do 1947 działała katedra greckokatolicka pod wezwaniem Zesłania Ducha Świętego. W 1957 cerkiew przeszła pod władanie Kościoła Prawosławnego.

## Historia
Zgodnie z tradycją ustną na ziemi sanockiej działali uczniowie św. bracia sołuńscy Osław i Wiznog. 
Pierwsza wzmianka o budowie w tym miejscu cerkwi prawosławnej pochodzi z 1564.
Jednak prawdopodobnie pierwsza prawosławna cerkiew pw. św. Dymitra znajdowała się na sanockim zamku. Cerkiew zamkowa została zburzona na rozkaz starosty sanockiego Mikołaja Wolskiego. W tym samym czasie syn podkomorzego sanockiego Mikołaja z Hoczwi Matjasz III zamienia cerkwie w swoich dobrach na zbory kalwińskie. W miejscu parafii prawosławnych powstają również zbory m.in. w Uluczu i Trepczy. Protektorem prawosławia na tych ziemiach był Jan Szczęsny Herburt, syn starosty sanockiego Jana Herburta i bratanek łacińskiego biskupa przemyskiego Walentego Herburta. 
W latach 1421–1440 zarządzał diecezją przemyską bp Eliasz, który po raz pierwszy użył tytułu biskupa przemysko-samborskiego, zaś od rządów bp Antoniego Winnickiego doszedł trzeci człon – sanocki. Jeszcze w XVII w. rezydują tu prawosławni biskupi przemysko-sanoccy Antoni Winnicki i Innocenty Winnicki, który dopiero w 1692 zmuszony był przyjąć unię brzeską i przenieść się do Przemyśla. 
Świątynia sanocka powstała w miejscu drewnianej cerkwi prawosławnej na początku XVIII w. przejętej przez Kościół greckokatolicki. W 1790 wybudowano w tym miejscu nową murowaną i konsekrowano pod wezwaniem Zesłania Ducha Świętego.

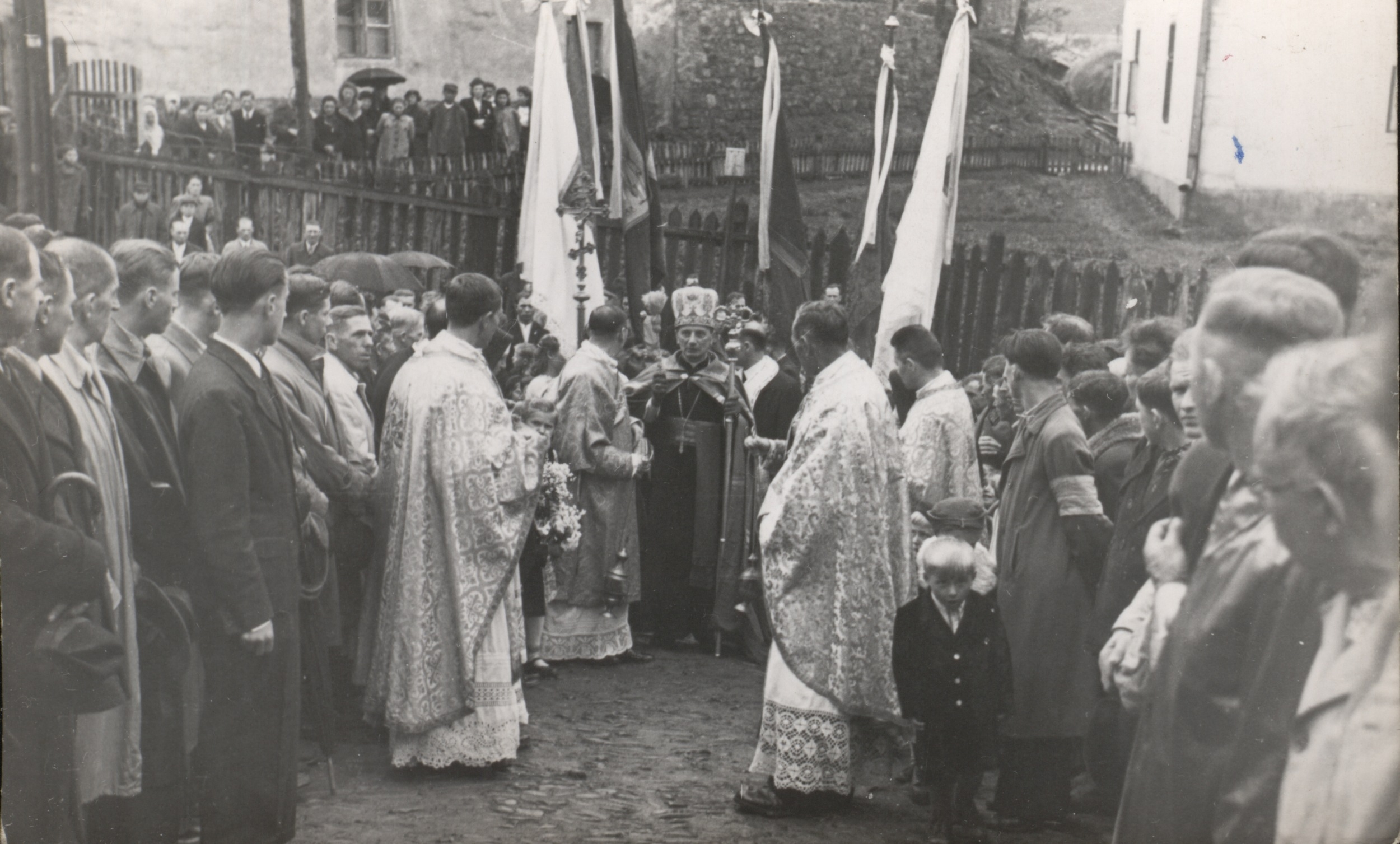
Ostatni Administrator Apostolski Łemkowszczyzny dr Ołeksandr Małynowski przed cerkwią pw. Zesłania Ducha Świętego w Sanoku

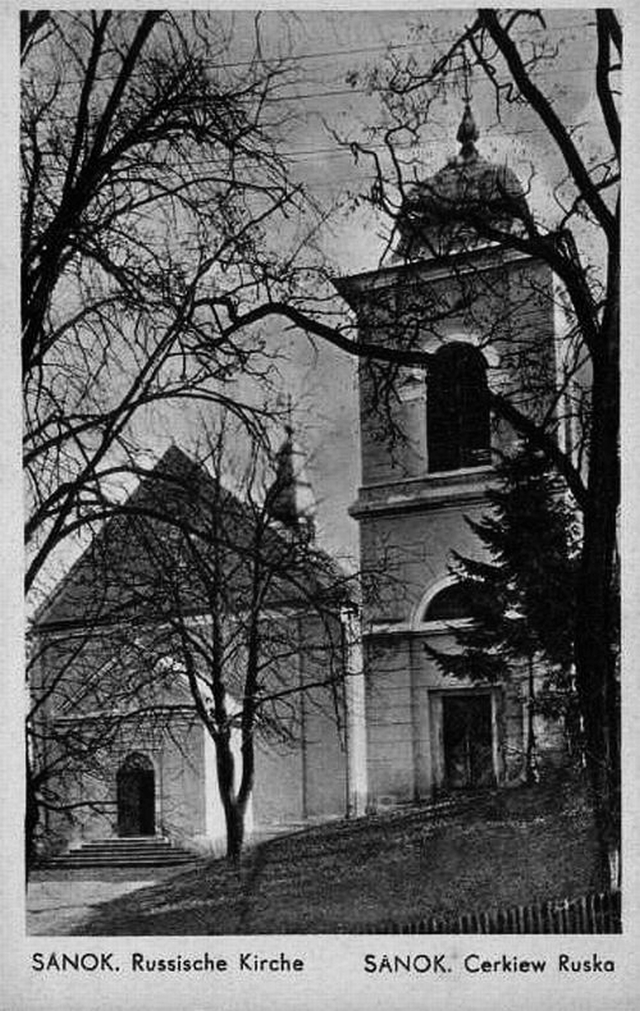
Widok cerkwi przed 1939

Po 1918 polskie władze wojskowe traktowały życzliwie przejście na prawosławie pewnej części Łemków grekokatolików; dla tych, którzy pozostali przy Kościele greckokatolickim, zorganizowano osobną jednostkę administracyjną kościelną w Sanoku. W połowie lat 20. nastąpiła też konsolidacja wyznawców prawosławia w Polsce. W 1924 doszło do zatwierdzenia autokefalii Cerkwi Prawosławnej w Polsce, co miało prowadzić do uniezależnienia się jej od Cerkwi rosyjskiej i Synodu. Pierwszy administrator AAŁ rozpoczął swoje urzędowanie od uroczystego nabożeństwa w cerkwi sanockiej w święto Jordanu w 1935. Przez te poczynania wzrastała ranga Sanoka, który stał się ośrodkiem administracji dziewięciu dekanatów. 
Po 1944 biskup ordynariusz przemyski podtrzymywał parafie unickie w Komańczy i Krempnej, w których pozostali proboszczowie oraz umożliwił księdzu Józefowi Siekierzyńskiemu, byłemu kanclerzowi Administracji Apostolskiej Łemkowszczyzny, korzystanie z cerkwi w Sanoku, w porozumieniu z miejscowym proboszczem łacińskim. Reakcją władz powiatowych na te fakty było „żądanie oddania kluczy do świątyni, zaś delegacji wiernych, przybyłych w tej sprawie z interwencją, zaproponowały przejście na prawosławie – wówczas cerkiew zostałaby im zwrócona.”. Następnie cerkiew była zajęta przez kościół rzymskokatolicki i mieścił się tu punkt katechetyczny, a także odprawiano nabożeństwa dla młodzieży szkolnej. Tuż po zakończeniu II wojny światowej w następstwie decyzji władz państwowych, przy braku protestów kościelnej hierarchii, działalność Cerkwi greckokatolickiej zostaje w Polsce (z wyjątkiem Warszawy) zakazana, w konsekwencji czego większa część sanockiej wspólnoty greckokatolickiej przeszła do kościoła rzymskokatolickiego, inni zadeklarowali się jako niewierzący, niektórzy wreszcie przeszli na prawosławie.
Ostatni ksiądz greckokatolicki Józef Siekierzyński, sprawował Liturgię najpierw w kaplicy szpitalnej, a po jej zamknięciu w urządzonej za zgodą władz kościelnych kaplicy domowej do połowy 1947, nie przeszedł na prawosławie, ale miał do tego zachęcać sanockich Ukraińców grekokatolików. W 1961 funkcjonariusze organów bezpieczeństwa doprowadzili do zamknięcia greckokatolickiej cerkwi w Komańczy.
Według relacji Włodzimierza Marczaka greckokatolicka biblioteka cerkiewna prawdopodobnie bez żadnych dokumentów zdawczo odbiorczych została po wojnie zdeponowana na plebanii kościoła Przemienienia Pańskiego w Sanoku. W następnych latach została wydana przedstawicielom kościoła prawosławnego w Sanoku, część jej uległa spaleniu podczas pożaru cerkwi a pozostała część uległa rozproszeniu.

1865 [...] Ołtarz szczelnie zabudowany ikonostasem, ale nadto carskie wrota ukryte są zasłoną, za którą wznosi się wypukły daszek w kształcie altany na czterech słupach oparty a pod nim sam ołtarz do odprawiania świętej wiary, za ołtarzem na ścianie umieszczono obraz ukrzyżowania Zbawiciela, uważany jako cudowny. W głównym ołtarzu jest krzyż grecki okryty licznymi i dość pięknymi wyrobionemi rzeźbami, ołtarz boczny zachował cechy odległej starożytności a pochodzi z dawnej już nieistniejącej cerkiewki. W tym ołtarzu jest obraz matki boskiej w srebrnej sukience, bizantyjskiego stylu a według ustnego podania, już przed pięcioma wiekami tutaj przeniesiony.

W 1961 zamknięta została ostatnia cerkiew greckokatolicka w Komańczy, a rok później otwarta już jako świątynia prawosławna.
Wynikiem zabiegów Kościoła prawosławnego było powstanie do końca lat siedemdziesiątych XX wieku na omawianym obszarze piętnastu parafii przynależnych do dekanatu rzeszowskiego (wchodzącego w skład diecezji warszawsko-bielskiej) z siedzibą w Sanoku. W 1983 w miejsce dekanatu utworzono diecezję przemysko-nowosądecką (od 2016 noszącą nazwę „przemysko-gorlicka”). 
W latach 1967–1983 diakiem świątyni był Petro Murianka. Jeszcze na początku lat 90. XX w. administracja greckokatolicka próbowała odzyskać cerkiew na swoje potrzeby, ale bezskutecznie.
W 1972 cerkiew została włączona do uaktualnionego wówczas spisu rejestru zabytków Sanoka. Wynikiem działań Komisji Opieki nad Zabytkami, powstałej przy oddziale PTTK w Sanoku, w 1978 umieszczono na fasadzie budynku tablicę informującą o zabytkowym charakterze obiektu.
Podczas prac archeologicznych przy ulicy Zamkowej w pobliżu cerkwi odkryto szczątki ludzkie prawdopodobnie z istniejącego w XVII wieku cmentarza, które następnie przeniesiono na Cmentarz Centralny w Sanoku.
W 1992 do pracy w diecezji zaangażowani zostali państwo Antoni i Marianna Jary z Ukrainy. Antoni Jary został diakonem przy biskupie. Marianna Jary z wykształcenia teolog i muzykolog przyjęła obowiązki diaka, zorganizowała również chór diecezjalny. Od chwili powołania cerkwi do 1998 obowiązki diaka oraz starosty cerkiewnego pełnił Włodzimierz Marczak.
5 lutego 1995 w cerkwi wybuchł pożar, w wyniku którego w zakrystii spłonęło 25 ikon, kilka ornatów i księgozbiór.
Na podstawie ustawy z dnia 17 grudnia 2009 o uregulowaniu stanu prawnego niektórych nieruchomości pozostających we władaniu Polskiego Autokefalicznego Kościoła Prawosławnego świątynia stała się wyłączną własnością Kościoła Prawosławnego.
Od 2015 w cerkwi odbywa się coroczny Ekumeniczny Przegląd Pieśni Paraliturgicznej.
Zespół cerkiewny (świątynia i dzwonnica) został wpisany do wojewódzkiego (30 grudnia 1967 pod nr A-68) oraz do gminnego rejestru zabytków miasta Sanoka.

## Galeria

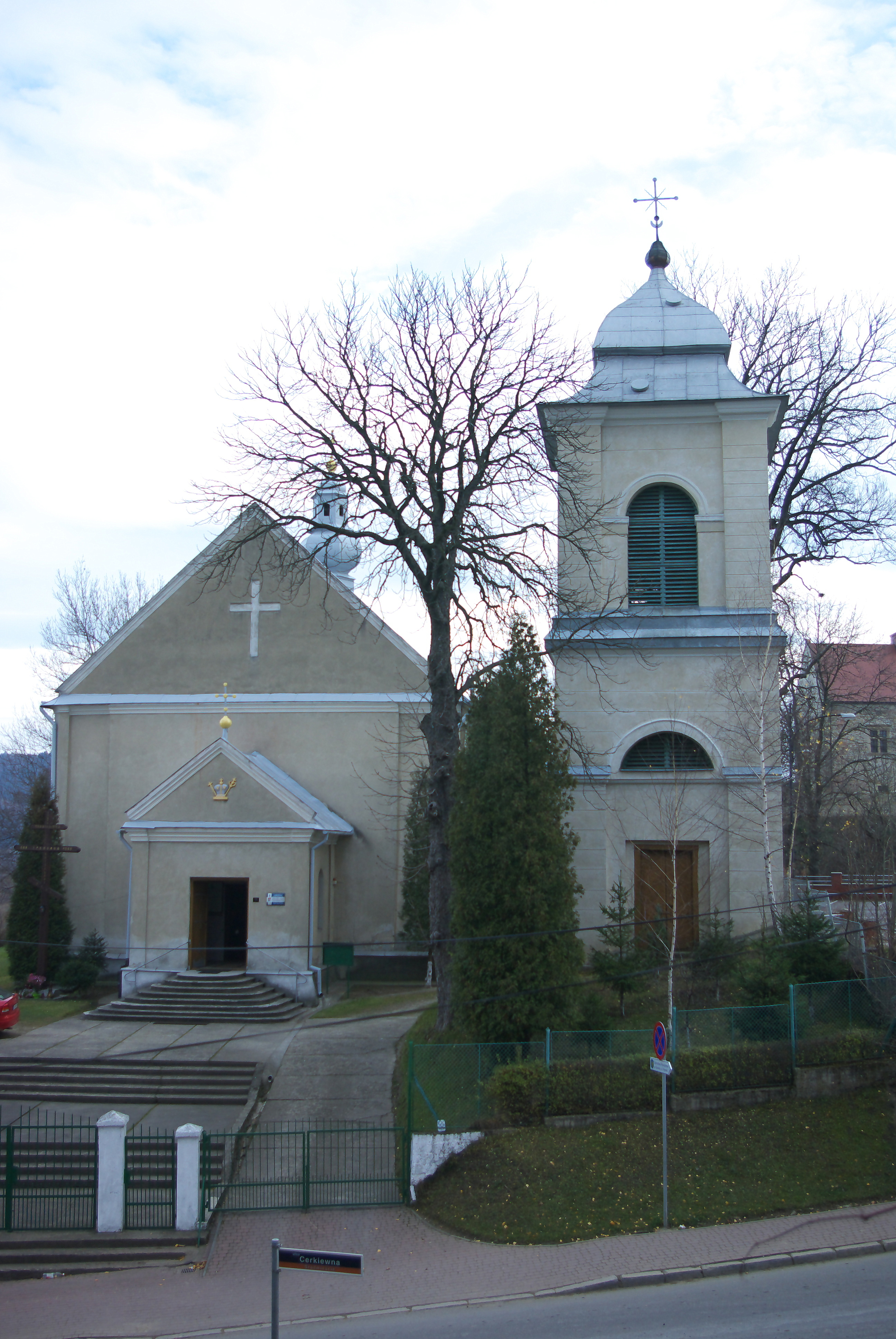
Fasada frontowa (2014)
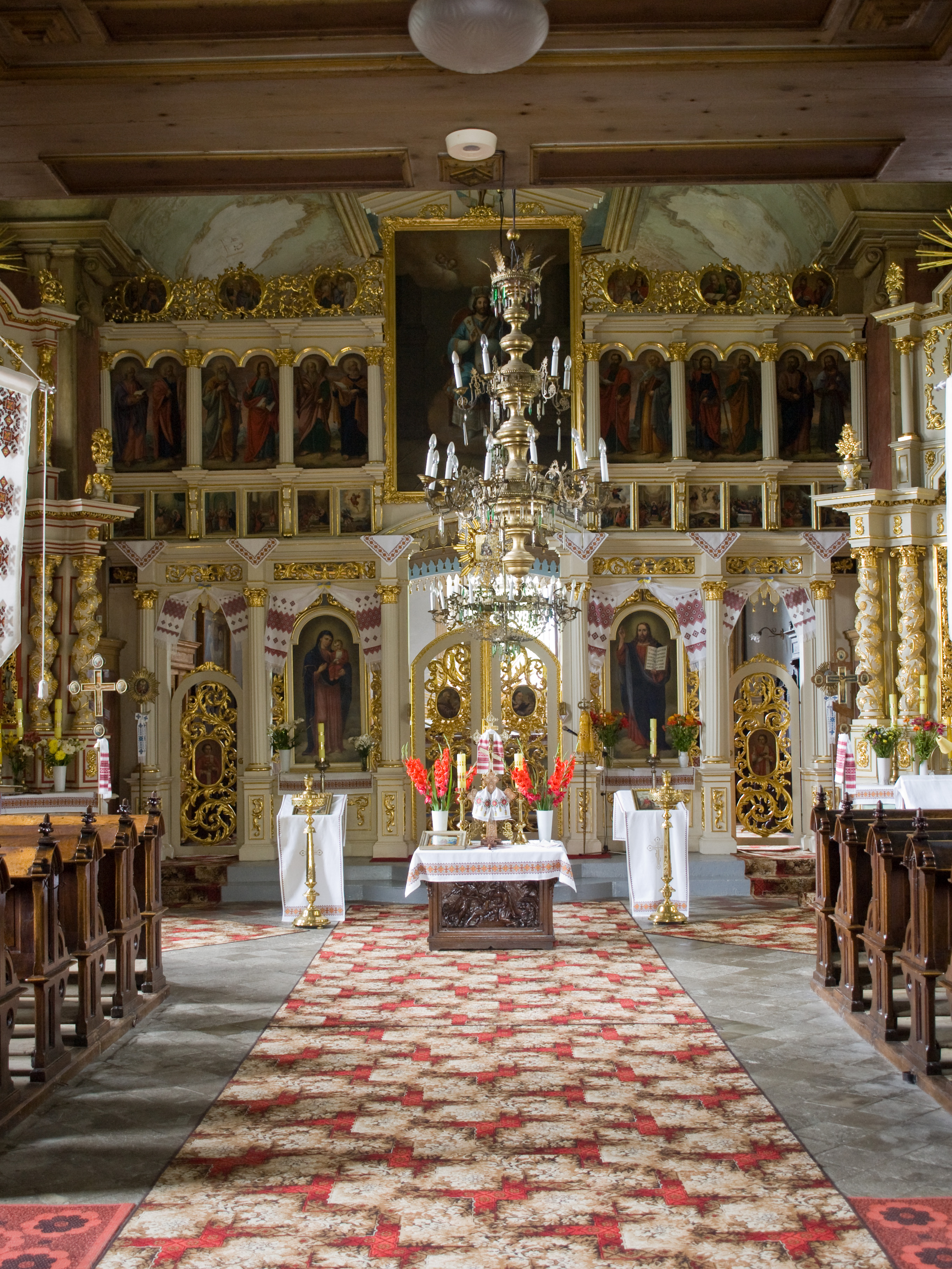
Wnętrze cerkwi
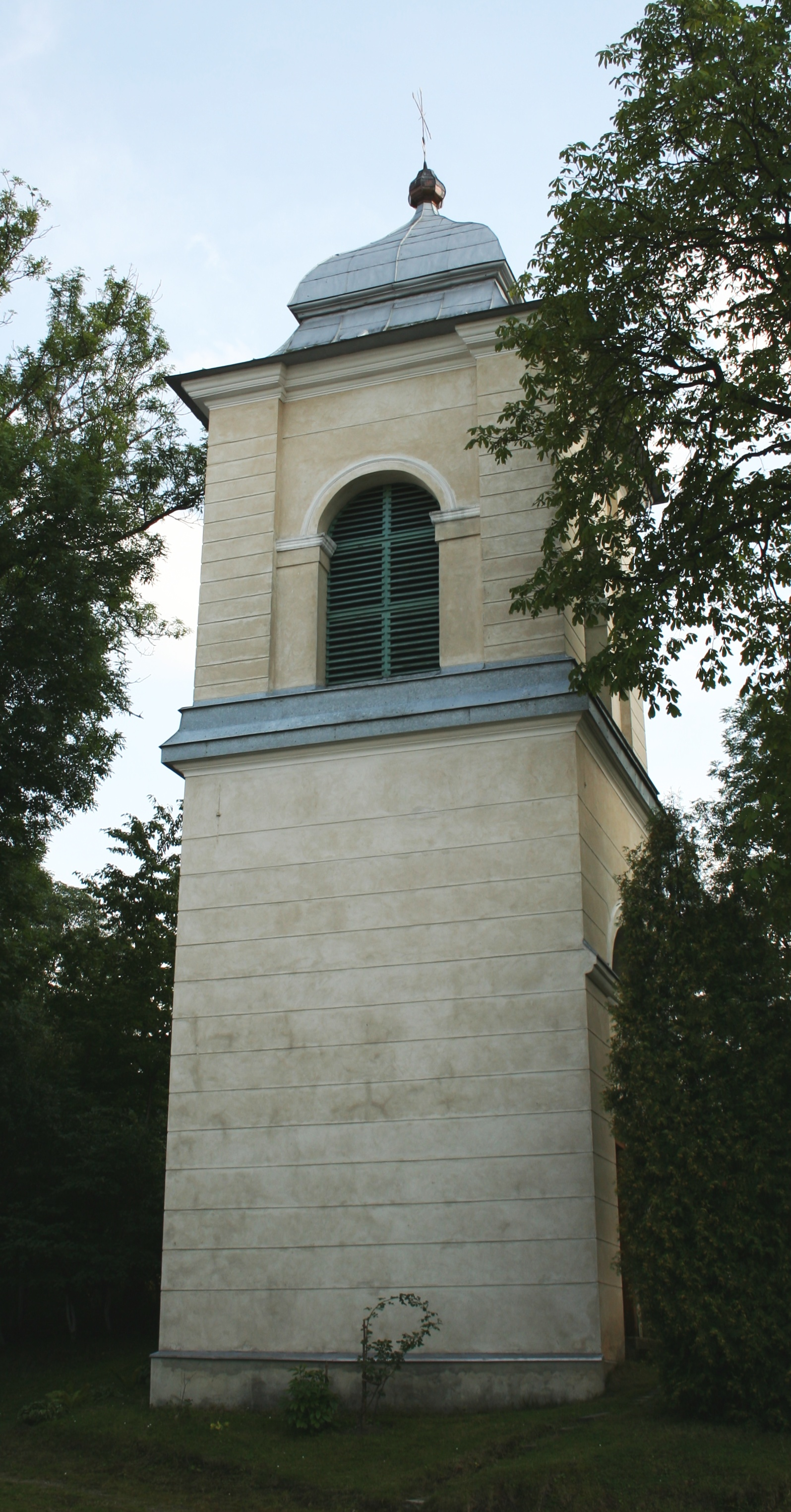
Dzwonnica
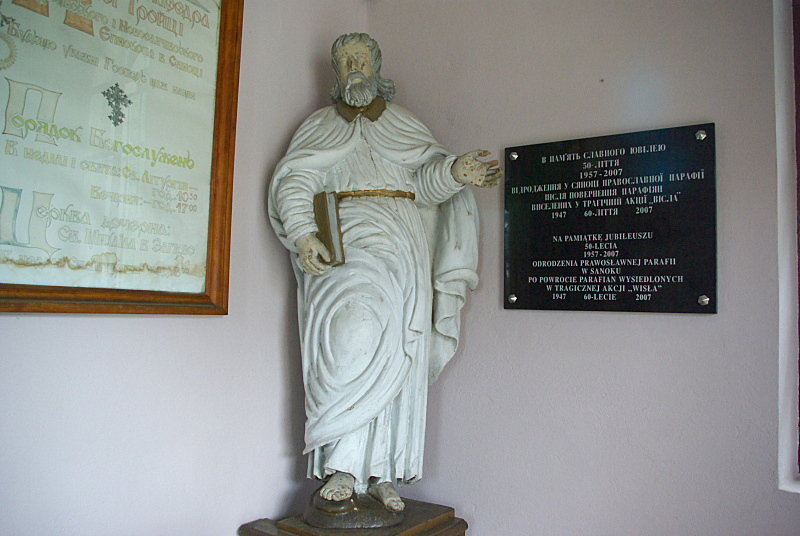
Figura i tablica pamiątkowa w przedsionku
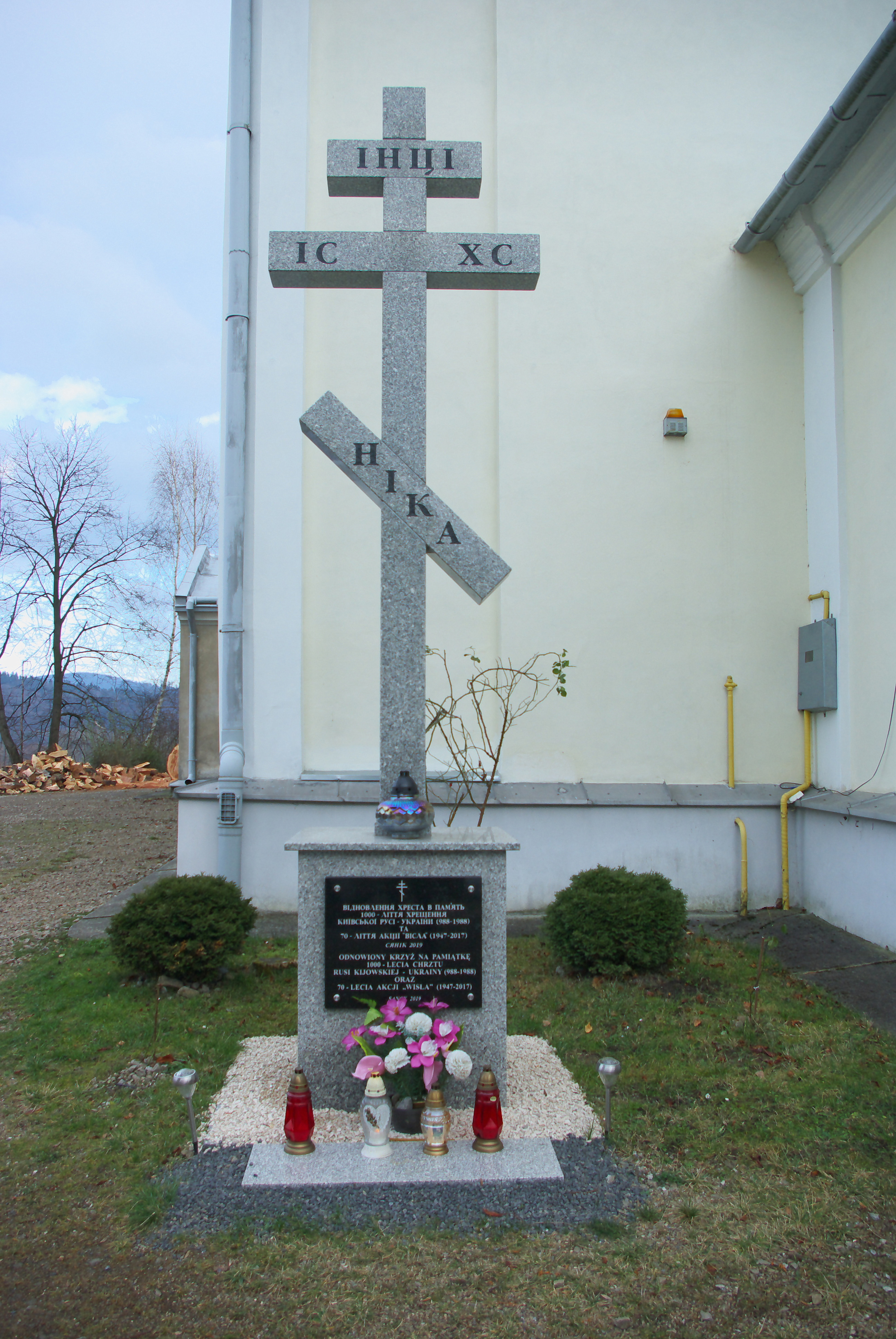
Krzyż pamiątkowy